# James K. Gibson
James King Gibson (* 18. Februar 1812 in Abingdon, Washington County, Virginia; † 30. März 1879 ebenda) war ein US-amerikanischer Politiker. In den Jahren 1870 und 1871 vertrat er den Bundesstaat Virginia im US-Repräsentantenhaus.

## Leben
James Gibson besuchte die öffentlichen Schulen seiner Heimat. Im Jahr 1833 zog er für ein Jahr nach Huntsville in Alabama, ehe er nach Abingdon zurückkehrte, wo er im Handel arbeitete. In den Jahren 1834 und 1835 war er Sheriff im Washington County. Zwischen 1837 und 1849 fungierte Gibson als Posthalter in Abingdon. Ansonsten war er im Handel, in der Landwirtschaft und als Bankier tätig.
Nach dem Bürgerkrieg und der Wiederzulassung Virginias zur Union wurde Gibson als Kandidat der kurzlebigen Conservative Party in das US-Repräsentantenhaus in Washington, D.C. gewählt, wo er am 28. Januar 1870 sein neues Mandat antrat. Im Jahr 1870 verzichtete er auf eine weitere Kandidatur. Damit konnte er bis zum 3. März 1871 nur die laufende Legislaturperiode im Kongress beenden. Nach dem Ende seiner Zeit im US-Repräsentantenhaus arbeitete Gibson wieder in der Landwirtschaft und im Bankgewerbe. Er starb am 30. März 1879 in Abingdon.